# Boletus variipes
Espèce
Boletus variipes, le Bolet à pied variable est une espèce de champignons basidiomycètes excellents comestibles du genre Boletus dans la famille des Boletaceae. Ce bolet se caractérise par son chapeau finement velouté jeune, souvent craquelé-aréolé, coloré de divers tons de brun, sa face poroïde jaune olivacé à maturité et par son pied réticulé sur toute la longueur.  Phylogénétiquement, il semble que ce soit l'ancêtre de tous les Cèpes, c'est en effet le MRCA d'un des cinq clades d’edulis sensu lato : Boletus aereus. Sa variété fagicola semble être une espèce à part entière divisée en deux clades, l'un en Amérique du nord l'autre en Amérique centrale, MRCA du groupe edulis sensu lato.

## Taxinomie
Boletus varipes a été décrit par Peck dès 1888 dans l'Est de l'Amérique du Nord. D'autres mycologues ont cru reconnaitre dans des régions disjointes la même espèce ou une variété, comme R. Watling aux Philippines et Halling en Amérique centrale, leur morphologie étant proche. La phylogénétique va montrer, au début du XXIe siècle que, si elles sont proches morphologiquement ce sont des espèces différentes auxquelles il convient de donner un nouveau nom. Elles présentent d'ailleurs des mycorhizes différentes.

### Nouvelle espèce
Boletus varipes (Watling  (1997)) des Philippines, MRCA de Boletus aereus,, 

### Autre nouvelle espèce
Boletus varipes var. fagicola (A.H. Sm. and Thiers 1971) clade nord-américain

Boletus varipes var. fagicola ( Halling en 1997) clade d'Amérique centrale (Belize - Costa-Rica), MRCA du groupe edulis sensu lato.

### Variété
Boletus variipes var. fagicola a une cuticule et un stipe brun très foncé. Le pied est nettement réticulé. Il a été initialement découvert au Michigan par Smith & Thiers (1971), mais il est commun dans toute l'Amérique du Nord, Il a aussi a été documenté au Costa Rica par Halling en 1997. Il semble qu'il soit maintenant considéré comme une nouvelle espèce divisée en deux clades américains.

### Synonyme
- Xerocomus phaeocephalus (Pat. and C.F. Baker) Singer

## Description
chapeau de 6–12 cm de diam., convexe puis largement convexe à subétalé.
Cuticule: sèche, finement veloutée, souvent craquelé-aréolé avec l'âge, brun jaunâtre, parfois avec des tons orangés ou grisâtres, à marge unie.
Chair : chair blanche, immuable à la coupe, à deur et saveur indistinctes
Hyménium: la face des tubes blanche puis jaune olivacé à maturité, immuable au froissement. Les pores circulaires et petit, 1-2 par mm
La couche de tubes est concolore à la face poroïde, 1–3 cm de longueur.
Stipe : le pied de 6-12 x 1,5–3 cm, subégal à élargi vers la base, plein, sec, orné de réticulations pâles sur fond brunâtre à brun foncé. La réticulation sur son stipe est souvent (mais pas toujours) de premier plan et de couleur blanchâtre, contrastant avec la surface de l'axe brunâtre. Le voile partiel absent.
Sporée : spores subfusiformes, lisses, jaunes, 12-14 x 4-4,5 µs. Les spores sont brun-olive

## Habitat
Aux philippines, il mycorhise avec Pinus kesiya.
Les deux clades de fagicola seraient des espèces proches mais différentes dont un clade est signalée au Michigan et en Pensilvanie, l'autre clade au Costa Rica et à Belize. Dispersé ou grégaire; sur sol mal drainé, occasionnels sous chênes et les hêtres, Fagus grandifolia.

## Saison
Août à mi-septembre.

## Comestibilité
Excellent comestible.

## Confusion possible
Certainement avec Boletus reticulatus mais qui n'existe pas sur le continent américain, et Xanthoconium affine diffère par son pied tout au plus réticulé à l'apex et par sa sporée jaune brunâtre à ocre brunâtre, sans teinte olive.[précision nécessaire]